# Mitchie Brusco
Mitchell "Mitchie" Brusco (ur. 20 lutego 1997) – amerykański profesjonalny skateboardzista. Znany pod pseudonimem "Little Tricky", rozpoczął jazdę na deskorolce w wieku trzech lat w Kirkland w stanie Waszyngton. Zyskał popularność i uznanie jako młody talent w świecie skateboardingu. Mitchie Brusco jest pierwszym skateboardzistą w historii, któremu udało się wykonać w zawodach trik 1260 ewolucję polegającą na trzech i pół obrotach w powietrzu przed lądowaniem. Posiada również inne rekordy związane z wykonaniem trików 1080 oraz 900

## Życie i kariera
Mitchell „Mitchie” Brusco urodził się 20 lutego 1997 roku w Kirkland w stanie Waszyngton jako syn Micka i Jennifer Brusco, czwarte z pięciorga dzieci. Jazdę na deskorolce rozpoczął w wieku około trzech lat pierwszą deskorolkę zobaczył w sklepie Target, a jego matka zaczęła zabierać go do skateparków, widząc jak świetnie radzi sobie już w domu. Dzięki wczesnym występom w parkach, lokalny skateshop Trickwood stał się jego pierwszym sponsorem i to tam narodził się jego przydomek „Little Tricky”
Już w wieku czterech lat Brusco brał udział w ponad 75 zawodach skateboardowych, a w 2002 roku (mając pięć lat) wygrał regionalny konkurs dla dzieci do lat ośmiu, co otworzyło mu drogę do udziału w zawodach Gravity Games. W tym samym roku jego rodzina zatrudniła agenta, by profesjonalnie wspierać jego karierę
W lipcu 2011 roku, w wieku 14 lat, stał się drugim skateboardzistą w historii, który wykonał trick 900 na mega rampie podczas Nescau MegaRamp Invitational w São Paulo, co uczyniło go ówcześnie najmłodszym zawodnikiem, dopóki rekordzistę nie pobił Tom Schaar w październiku 2011 r.
Co więcej, na X Games XVIII był pierwszym zawodnikiem, który wykonał 900 w rywalizacji Big Air.
17 maja 2013 roku Brusco został drugim skateboardzistą (po Tomie Schaarze), który w historii wykonał 1080 na MegaRampie — a także pierwszym, który zrobił to podczas konkurencji Big Air na X Games. Był trzecim znanym zawodnikiem, który kiedykolwiek wykonał ten trik. W 2018 roku, podczas X Games Minneapolis, po raz drugi wykonał 1080 i zdobył swój pierwszy złoty medal X Games w konkurencji Big Air
W sierpniu 2019 roku, 3 sierpnia na X Games Minneapolis, Brusco zapisał się w historii jako pierwszy skateboardzista, który wykonał 1260 — czyli trzy i pół obrotu w powietrzu — podczas oficjalnego konkursu Big Air na MegaRampie. Lądowanie było ocenione na 89,66 punktów, co dało mu medal srebrny — zwycięstwo zdobył Elliot Sloan z wynikiem 91,66 pkt

## SkateIq
W ostatnich latach Brusco uruchomił platformę SkateIQ wraz z Tylerem Stroudem — serwis online z programami coachingowymi, subskrypcjami oraz recenzjami wideo, skierowanymi do osób, które chcą uczyć się skateboardingu od profesjonalistów